# Berghamn (Hammarland, Åland)
Berghamn är en halvö i Hammarland på Åland (Finland). Den ligger vid Finbofjärden i den norra delen av kommunen. Berghamn ligger på ön Fasta Åland. Berghamn har vägförbindelse med resten av Åland över Brändö. På Berghamn finns även havöarna Fisköra och Langnäs.